# Lago McDonald

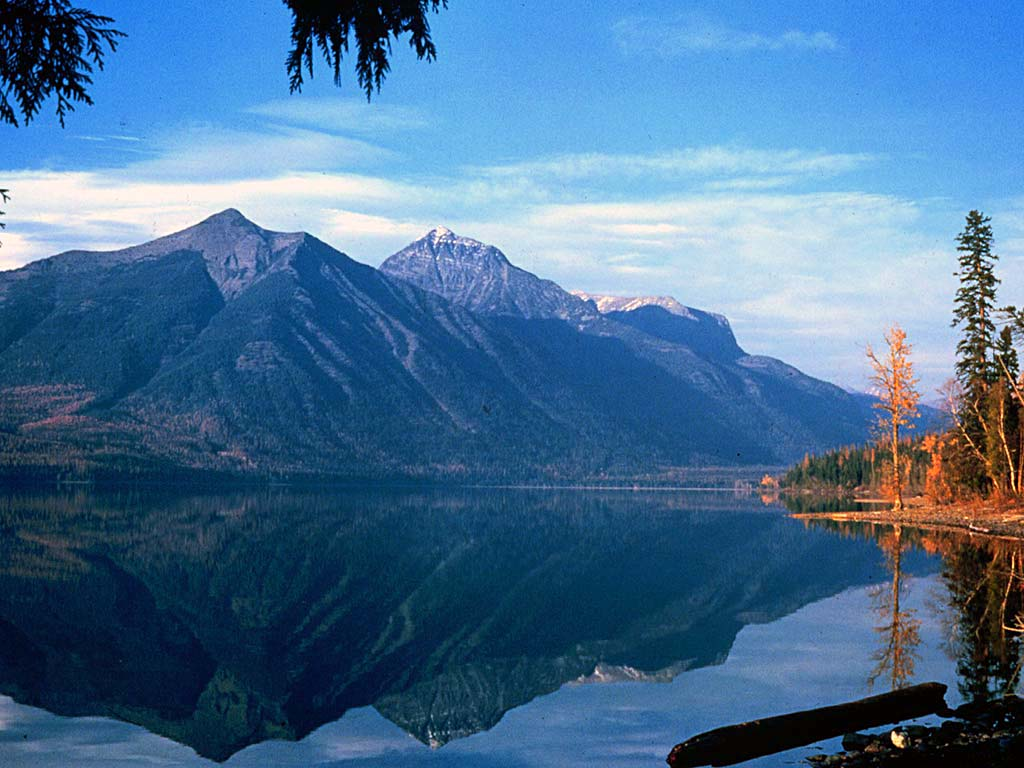
Lago McDonald.

El Lago McDonald es el lago más grande del Parque nacional de los Glaciares, en Montana, Estados Unidos. Se encuentra en las coordenadas 48°35′N 113°55′O / 48.583, -113.917. El lago se encuentra en un valle glacial. Posee 16 km de largo, 1,6 kilómetros de ancho y 130 metros de profundidad. El lago se encuentra a una altitud de 960 metros sobre el nivel del mar. La superficie total del lago asciende a 27,6 km².